# Dombrád
Dombrád – miasto na Węgrzech, w komitacie Szabolcs-Szatmár-Bereg. Populacja miasta liczy 3912 osób (styczeń 2011).